# Програми відстеження COVID-19

Застосунки для COVID-19 — це програмне забезпечення для мобільних пристроїв, які призначені для цифрового відстеження контактів, тобто процесу ідентифікації осіб, які могли контактувати з інфікованою на COVID-19 особою. 
З цією метою було розроблено безліч додатків з офіційною підтримкою уряду на деяких територіях та юрисдикціях. Створено кілька структур для побудови програм відстеження контактів. Було порушено проблеми конфіденційності, особливо про системи, які засновані на відстеженні географічного розташування користувачів програми.

## Обґрунтування
Відстеження контактів є важливим інструментом у боротьбі з інфекційними захворюваннями, але оскільки кількість випадків збільшується, тимчасові обмеження ускладнюють ефективний контроль зараження. Цифрове відстеження контактів, особливо якщо воно широко поширене, може бути ефективнішим, ніж традиційні методи відстеження. У моделі березня 2020 року, створеної командою Крістофа Фрейзера з Інституту великих даних Оксфордського університету, спалах коронавірусу в місті з населенням мільйона людей припинено, якщо 80% усіх користувачів смартфонів беруть участь у системі відстеження. У моделі зображено, що люди похилого віку масово самоізолюються, але особи, які не мають ні симптомів, ні контактних людей похилого віку, звільняються від ізоляції, якщо вони не отримають попередження про те, що їм загрожує ризик захворювання. Деякі прихильники виступають за прийняття закону, який звільняє певні програми COVID-19 від загальних обмежень конфіденційності.

## Країни з офіційними програмами відстеження контактів

### Австралія
COVIDSafe — це програма для відстеження контактів, про яку уряд Австралії вперше оголосив 14 квітня 2020 року. Програма заснована на протоколі BlueTrace, розробленому урядом Сінгапуру, і вперше запрацювала 26 квітня 2020 року.

### Китай
Уряд Китаю спільно з Alipay розгорнув програму, яка дозволяє громадянам перевіряти, чи спілкувалися вони з людьми, які мають COVID-19. Застосунок використовується у понад 200 китайських містах.

### Франція
Національна асамблея Франції схвалила випуск StopCovid 27 травня 2020 року, щоб допомогти боротися з пандемією COVID-19. StopCovid — це програма для цифрового відстеження контактів на основі протоколу відстеження Bluetooth, розробленого спеціально для застосунку. Він був випущений 2 червня 2020 року. Пізніше додаток було перейменовано в TousAntiCovid. Оновлення також включали додавання розділу «Новини» із щоденною інформацією про стан пандемії у Франції, а також розділу «Форми» для створення форм декларацій про подорожі, необхідних для виходу на вулицю під час різних карантинів та комендантської години.

### Німеччина
Офіційний додаток під назвою Corona-Warn-App був доступний для завантаження 16 червня 2020 року та представлений на прес-конференції того ж дня. Він був розроблений як програмне забезпечення з відкритим вихідним кодом, спільно з Deutsche Telekom та SAP з науковими консультаціями Федерального інституту Роберта Коха та використовує API сповіщення від Google та Apple.